# Богдан Вітвицький
Богдан Витвицький (англ. Bohdan Vitvitsky; 1948/1949) — американський юрист українського походження та громадський діяч, помічник федерального прокурора у підрозділі боротьби з економічними злочинами Департаменту юстиції США (англ. Assistant U.S. Attorney of the U.S. Attorney’s Office Economic Crime Unit), у 2007–2009 рр. юридичний консультант Посольства США в Києві (англ. Resident Legal Advisor at the U. S. Embassy in Kyiv). Розглядався як кандидат на посаду голови Національного антикорупційного бюро України. Член НТШ-Америка.

## Життєпис
Син українського композитора та громадського діяча Василя Витвицького.
Отримав юридичну освіту та ступінь доктора філософії в престижній Юридичній школі Колумбійського університету, який входить до Ліги плюща. Працює юристом з 1986 року.
Як помічник федерального прокурора у підрозділі боротьби з економічними злочинами Департаменту юстиції США представляв державне обвинувачення у судових процесах, детальна інформація про які представлена у прес-релізах на сайті департаменту.
У 2003 році нагороджений відзнакою Генерального прокурора США як головний державний обвинувач у серії судових процесів, пов'язаних із аферами з нерухомістю та банківським шахрайством, що завдало збитки на мільйони доларів. За участі Вітвицького було засуджено 11 учасників шахрайської змови, включаючи бізнесменів, юристів, оцінювачів і банкірів. Змовники купляли нерухомість і негайно організовували кілька фіктивних перепродажів. На купівлю нерухомості бралися кредити в банках на підставі штучно завищених оцінок та за сприяння недобросовісних адвокатів і банкірів.
У 2007–2009 роках працював юридичним консультантом Посольства США в Києві і брав участь у здійсненні великого антикорупційного проекту.

### Громадська та освітня діяльність
Автор праць у галузі права, філософії та історії. Викладав, читав лекції за запрошенням в Колумбійському, Гарвардському, Піттсбургському, Рутгерському університетах.
У 1992 році був одним з організаторів першої міжнародної конференції українських юристів у Києві та відкривав конференцію промовою на тему верховенства права.
Член-засновник і активіст, у 1998 р. голова Українсько-американської асоціації бізнесменів та професіоналів Нью-Йорку та Нью-Джерсі. Учасник Українського народного союзу..